# Burg Brobeck
Die ehemalige Burg Brobeck ist eine abgegangene Burganlage auf einem flachen Hügel, die Flur ist als Brabacher Wiesen bekannt, unweit der an dem Fluss Orpe gelegenen Bruchmühle in der Gemarkung von Neudorf, einem Stadtteil von Diemelstadt im Landkreis Waldeck-Frankenberg, Hessen. Von der ehemaligen Wasserburg ist heute außer dem kleinen Burghügel nichts geblieben. Die heutige Wüstung Swicbrachtinghausen nahe der Burg ist ebenfalls längst abgegangen.

## Geschichte
Die Burg Brocbicke wurde im Jahre 1186 oder 1188 erstmals erwähnt, im Zusammenhang mit einer Fehde zwischen den Grafen Wittekind III. von Waldeck und Schwalenberg und Hermann I. von Schwalenberg einerseits und dem Paderborner Bischof Bernhard von Ibbenbüren andererseits. Die Grafen hatten sich nach einer ersten Niederlage auf die Burg zurückgezogen. Der Bischof belagerte die Burg, nahm sie ein und zerstörte sie. Wittekind verpflichtete sich zur Sühne, am Dritten Kreuzzug teilzunehmen, von dem er nicht zurückkehrte. Die Burg wurde von den Waldecker Grafen bald wieder aufgebaut, und das von ihnen dort als Burgmannen eingesetzte Ministerialengeschlecht nannte sich schon bald nach der Burg. Ein Ritter Heinrich von Brobeck ist erstmals im Jahre 1209 bezeugt, 1276 ein Ritter Johannes von Brobeck.
Im Jahre 1320 erhob die Abtei Corvey Anspruch auf die Burg, aber ein Schiedsgericht bestätigte den Grafen von Waldeck zu Pfingsten 1321 ihr Eigentumsrecht an der Burg, und im folgenden Jahr sind die Brüder Johann und Heinrich von Brobeck, waldeckische Lehnsmannen, als Burgherren auf Brobeck bezeugt. Gottschalk von Brobeck ist 1345 als Burgherr beurkundet. (Sein Vetter Heinrich von Brobeck wurde spätestens 1342, wohl auf waldeckische Fürsprache, Erbburgmann auf der kurkölnischen Kugelsburg bei Volkmarsen, wo seine Nachkommen noch lange lebten.)
Wie auch andere Burgen und Orte, so wurde auch die Burg Brobeck verpfändet, wenn ihre Besitzer in Geldnot waren. So bekundete am 16. Mai 1357 Johann von Wellede den Grafen Otto II. und Heinrich VI. von Waldeck, dass die ihm von den beiden verpfändete Burg Brobeck keinen der Herren von Padberg gegen den Erzbischof von Mainz, den Landgrafen von Hessen, die Grafen von der Mark und von Berg aufnehmen würde.
Im Jahre 1378 ist Herbold von Brobeck als Burgmann auf der Burg bekundet. Er war Mitglied des Sternerbunds. Als er rebellische Dienstmannen des Paderborner Bischofs Simon von Sternberg auf der Burg aufnahm und diese räubernd die Umgebung verunsicherten, belagerte der Bischof die Burg, wurde dabei am 5. Januar 1389 von einem Pfeil im Unterleib getroffen und starb 20 Tage später an den Folgen dieser Verwundung.
Danach wird die Burg erst 1489 wieder erwähnt, als dort Eva von Waldeck, das einzige ehelich geborene Kind des Grafen Otto IV. von Waldeck († 1495) aus der älteren Landauer Linie, an der Pest starb.
Als die Familie Brobeck im Jahre 1578 in der männlichen Linie ausstarb, war die Burg bereits vollkommen wüst. Beim Straßenbau 1901/02 wurden die Steine der ruinösen Anlage für den Bau benutzt und die Anlage eingeebnet.